# Łukasz Piszczek
Łukasz Piotr Piszczekⓘ (ur. 3 czerwca 1985 w Czechowicach-Dziedzicach) – polski piłkarz, występujący na pozycji obrońcy w polskim klubie LKS Goczałkowice-Zdrój, którego jest trenerem. 
W latach 2007–2019 reprezentant Polski. Uczestnik Mistrzostw Europy 2008, 2012, 2016 oraz Mistrzostw Świata 2018. Członek Klubu Wybitnego Reprezentanta, jako prawy obrońca wybrany do jedenastki stulecia Polskiego Związku Piłki Nożnej.
Jako junior występował w drużynie LKS Goczałkowice-Zdrój oraz w Gwarku Zabrze. W 2004 został dostrzeżony przez włodarzy niemieckiej Herthy, którzy postanowili sprowadzić go do swojego klubu. Piłkarz odszedł do Niemiec na zasadzie wolnego transferu. Po podpisaniu kontraktu został wypożyczony do występującego w Ekstraklasie Zagłębia Lubin. Występując na pozycji napastnika, w sezonie 2006/2007, zdobył z tym klubem mistrzostwo Polski. W 2007 powrócił do Herthy, gdzie został przemianowany na pozycję prawego obrońcy, co okazało się przełomem w jego karierze. W 2010 trafił do Borussii Dortmund, gdzie w ciągu dekady rozegrał 363 oficjalne spotkania, zdobył dwa tytuły mistrzowskie, trzy puchary, dwa superpuchary Niemiec, a także jako jedyny polski obrońca wystąpił w finale Ligi Mistrzów UEFA. W 2021 powrócił do rodzimego klubu LKS Goczałkowice-Zdrój, w którym do 2024 występował i od 2023 pełnił funkcję grającego trenera. Od 27 czerwca 2024 do 22 stycznia 2025 był asystentem trenera w Borussia Dortmund. W 2025 roku ponownie został piłkarzem LKS Goczałkowice-Zdrój.

## Kariera klubowa

### Początki
Piszczek rozpoczynał swoją karierę jako napastnik. W wieku juniorskim występował w miejscowej drużynie LKS Goczałkowice-Zdrój (1992–2001), gdzie trenerem był jego ojciec, Kazimierz, a następnie, w latach 2001–2004, w Gwarku Zabrze, gdzie jako zawodnik wyróżniający się bił wiele rekordów strzeleckich na poziomie juniorskim. Był filarem drużyny, która w 2003, pod wodzą trenera Janusza Kowalskiego, zdobyła mistrzostwo Polski juniorów. W 2004, strzelając 4 gole, wraz z tureckim zawodnikiem Alim Öztürkiem, został królem strzelców Mistrzostw Europy U-19.

### Hertha BSC

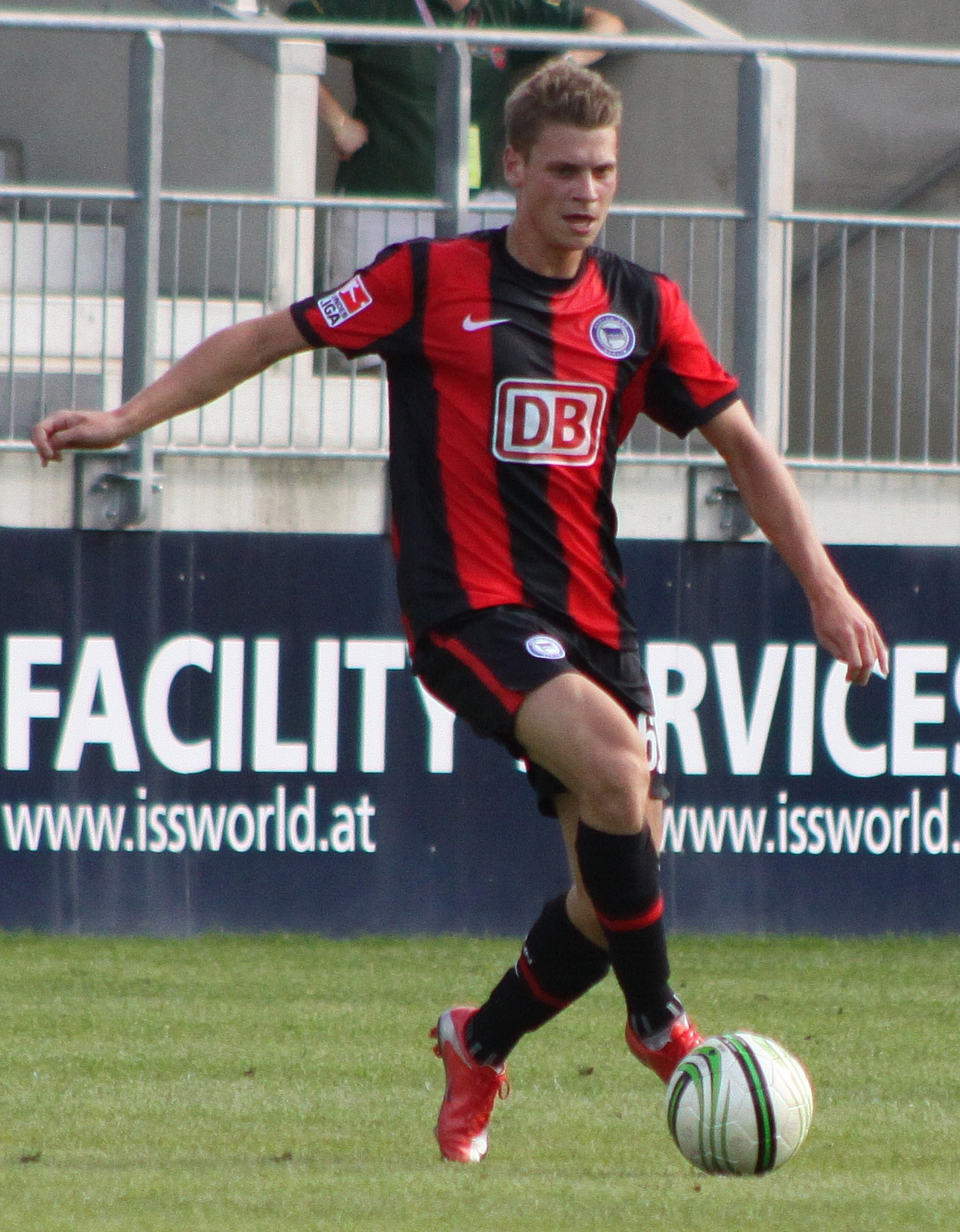
Łukasz Piszczek w barwach Herthy BSC (2009)

Łukasz Piszczek, choć już w 2004 został piłkarzem Herthy, to dopiero od 2007 występował w jej barwach. Wynika to stąd, że w latach 2004–2007 przebywał na wypożyczeniu w Zagłębiu Lubin. Pierwszym meczem Piszczka w barwach Herthy było spotkanie ze SpVgg Unterhaching (3:0), w ramach Pucharu Niemiec, które odbyło się 4 sierpnia 2007. W Bundeslidze zadebiutował 11 sierpnia 2007 w meczu z Eintrachtem Frankfurt (0:1). Pierwszego gola zdobył 26 kwietnia 2008 w meczu z zespołem Hannoveru 96 (2:2). Asystę przy tej bramce zanotował wówczas Raffael Caetano de Araújo. W sumie, w sezonie 2007/2008, wystąpił w 24 meczach ligowych i zdobył w nich jednego gola. Sezon 2008/2009 rozpoczął 17 lipca 2008 wygranym meczem z Nistru Otaci (8:1), w ramach kwalifikacji do Pucharu UEFA. W trakcie sezonu Piszczek trapiony był licznymi kontuzjami, w tym tą najpoważniejszą – kontuzją biodra, która uniemożliwiała mu grę przez 3 miesiące. Po powrocie do zdrowia zagrał 3 mecze w drużynie rezerw. W sezonie 2009/2010 stał się podstawowym zawodnikiem zespołu, który w ciągu jego trwania borykał się z problemami i do końca walczył o utrzymanie. Ta sztuka Hercie się jednak nie udała. Piszczek w tamtym sezonie zagrał 31 meczów w Bundeslidze, dziewięć w Pucharze UEFA/Lidze Europy i dwa w Pucharze Niemiec. Wraz z końcem sezonu skończył się jego kontrakt, którego nie przedłużono.To właśnie trener Herthy, Lucien Favre, zmienił jego pozycję z napastnika na prawego obrońcę.

### Zagłębie Lubin
Łukasz Piszczek do Zagłębia Lubin dołączył w 2004 – został wypożyczony z Herthy. W Ekstraklasie zadebiutował 16 października 2004 w meczu z GKS-em Katowice (7:0). To spotkanie rozpoczął z ławki rezerwowych, lecz w 55. minucie wszedł na plac gry zmieniając Łukasza Mierzejewskiego. Pierwszą bramkę w polskiej lidze zdobył 13 listopada 2004 w meczu z Górnikiem Polkowice (2:0). W sumie w sezonie 2004/2005 zagrał w 11 meczach ligowych, w których zdobył 2 gole. W kolejnym sezonie grał już regularnie - w 28 meczach zdobył jedną bramkę. Sezon 2006/2007 zarówno dla Piszczka, jak i dla całej drużyny „Miedziowych” był bardzo udany – Zagłębie Lubin po raz drugi w swojej historii zdobyło mistrzostwo Polski, a Łukasz Piszczek z jedenastoma trafieniami został trzecim strzelcem sezonu. Po zakończeniu sezonu Piszczek powrócił do Herthy.

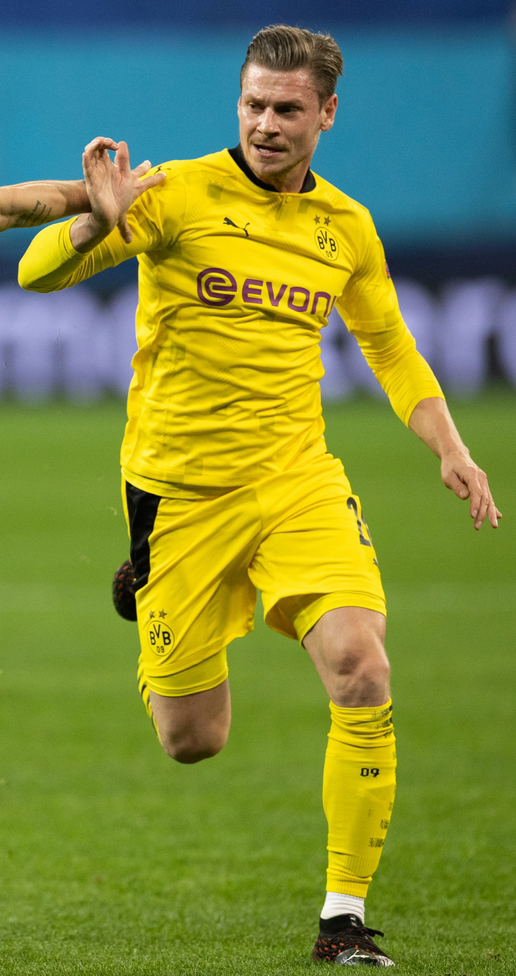
Łukasz Piszczek podczas meczu z Zenitem Petersburg, w którym strzelił swoją jedyną bramkę w Lidze Mistrzów (2020)

#### Udział w aferze korupcyjnej
W 2011 został skazany przez Sąd Rejonowy Wrocław-Śródmieście za udział w korupcji w polskiej piłce nożnej, której dopuścił się jako zawodnik Zagłębia Lubin. Piłkarz sam zgłosił się do prokuratury. Dobrowolnie poddał się karze roku więzienia w zawieszeniu na trzy lata. Został również zobowiązany przez Sąd do zapłaty 100 tysięcy złotych grzywny oraz do zwrotu 48,1 tys. złotych otrzymanej premii za awans do Pucharu UEFA. Sprawa dotyczyła bezpośrednio wyjazdowego meczu Zagłębia z Cracovią w ostatniej kolejce sezonu I ligi 2005/2006 w dniu 13 maja 2006. Zawodnicy z Lubina przekazali wówczas kwotę 100 tys. zł piłkarzom z Krakowa za uzyskanie remisu w tym spotkaniu (takie rozstrzygnięcie premiowało Zagłębie awansem do Pucharu UEFA). Mecz zakończył się bezbramkowym remisem, dzięki czemu Zagłębie zajęło trzecie miejsce w I lidze, zdobyło brązowy medal mistrzostw Polski i awansowało do europejskich pucharów. Jak wynika z protokołów przesłuchań, Piszczek odgrywał istotną rolę w naradzie drużyny oraz zbiórce pieniędzy, a także przekonaniu do korupcji piłkarskiej piłkarza Zagłębia, Grzegorza Bartczaka. Pomimo swojej roli w popełnionym przestępstwie, w tymże spotkaniu nie wystąpił – był zawieszony za kartki otrzymane we wcześniejszych meczach.

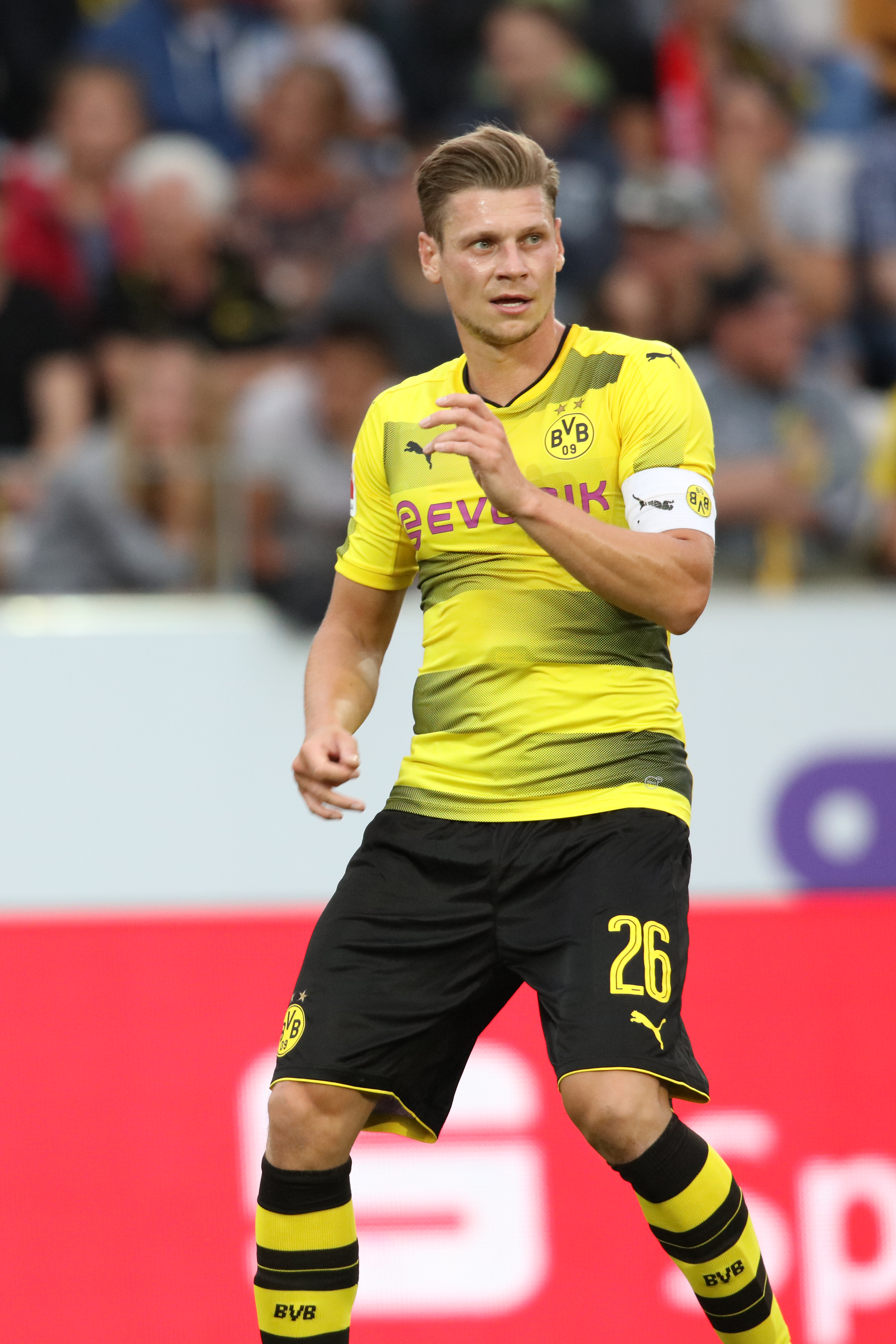
Piszczek jako kapitan Borussii Dortmund (2017)

### Borussia Dortmund
Na przełomie czerwca i lipca 2010, Piszczek, otrzymując koszulkę z numerem 26, został piłkarzem Borussii Dortmund. Jego pierwszym meczem w barwach nowej drużyny było spotkanie z azerskim Qarabağ Ağdam (4:0), które odbyło się 19 sierpnia 2010 w ramach IV rundy kwalifikacji do Ligi Europy. 22 sierpnia 2010, w 1. kolejce Bundesligi, w meczu z Bayerem 04 Leverkusen (0:2), wszedł na boisko na ostatnie 23 minuty. W trakcie rundy jesiennej, zdołał wywalczyć sobie miejsce w podstawowym składzie Borussii Dortmund. W kwietniu 2011 portal „goal.com” sklasyfikował go na 3. miejscu listy najbardziej udanych transferów Bundesligi sezonu 2010/11. W sezonie 2010/2011 zdobył z Borussią pierwsze w swojej karierze mistrzostwo Niemiec i został wybrany do jedenastki sezonu, wygrywając rywalizację na pozycji prawego obrońcy m.in. z Philippem Lahmem. 13 września 2011 w meczu z Arsenalem (1:1), zadebiutował w rozgrywkach fazy grupowej Ligi Mistrzów. 25 września 2011 zdobył swoją pierwszą bramkę dla Borussii Dortmund. Był to mecz ligowy jego drużyny z 1. FSV Mainz 05 wygrany przez podopiecznych trenera Jürgena Kloppa 2:1. W sezonie 2011/2012 po raz drugi z rzędu wygrał z ekipą z Dortmundu rozgrywki Bundesligi, a także sięgnął z nią po trofeum Pucharu Niemiec, pokonując w finale na Olympiastadion w Berlinie, 5:2 drużynę Bayernu Monachium. W sezonie 2012/13 wystąpił w 12 z 13 spotkań Ligi Mistrzów i był filarem drużyny, która dotarła do finału tych rozgrywek. W meczu finałowym, rozgrywanym 25 maja 2013, na Wembley, rozegrał 90 minut, lecz jego drużyna uległa w „niemieckim meczu” Bayernowi Monachium, 1:2. W 2014 wygrał z Borussią Superpuchar Niemiec. W Borussii Dortmund przez pewien czas występował także z dwoma innymi Polakami: Jakubem Błaszczykowskim (w latach 2010–2015) oraz z Robertem Lewandowskim (2010–2014), tworząc świetnie współpracujące na boisku, tzw. polskie trio z Dortmundu. W styczniu 2016 poinformowano o przedłużeniu kontraktu Piszczka z klubem do końca czerwca 2018. 4 lutego 2017 przeciwko drużynie RB Leipzig rozegrał swoje 250. oficjalne spotkanie w barwach Borussii Dortmund. 6 kwietnia 2017 przedłużył kontrakt z klubem do 30 czerwca 2019. 26 maja 2017, został wybrany do najlepszej jedenastki sezonu 2016/2017 w Bundeslidze. 27 maja 2017, po raz drugi w karierze, zdobył z Borussią Puchar Niemiec. Jego zespół pokonał wówczas w finale, 2:1, Eintracht Frankfurt, a Piszczek rozegrał pełne spotkanie i zanotował asystę przy bramce Ousmane Dembélé na 1:0. 26 sierpnia 2017 przeciwko Herthcie (2:0), rozegrał swoje 250. spotkanie w Bundeslidze i stał się Polakiem z największą liczbą występów w tych rozgrywkach. We wspomnianym meczu Piszczek, zastępując kontuzjowanego Sokratisa, przez część spotkania grał również z opaską kapitana BVB. 13 września 2017 meczem z Tottenhamem Hotspur, jako pierwszy zagraniczny zawodnik w historii Borussii Dortmund, rozpoczął szósty sezon, w barwach tego klubu, w Lidze Mistrzów. 13 marca 2018, Borussia ogłosiła prolongatę jego kontraktu do 30 czerwca 2020. W sierpniu 2018 został oficjalnie wybrany wicekapitanem Borussii Dortmund. 8 grudnia 2020, w meczu fazy grupowej Ligi Mistrzów przeciwko Zenitowi Petersburg 35-letni Piszczek zdobył swojego pierwszego gola w rozgrywkach Ligi Mistrzów. Polski obrońca swoje premierowe trafienie zaliczył w swoim 54. występie w tych rozgrywkach. W barwach Borussii rozegrał 382 spotkania, w których zdobył 19 bramek i zaliczył 64 asysty.

### LKS Goczałkowice-Zdrój
Po odejściu z Borussii Dortmund Piszczek postanowił dołączyć do LKS Goczałkowice-Zdrój – klubu, w którym rozpoczynał swoją karierę juniorską. W barwach klubu z Górnego Śląska były reprezentant Polski zadebiutował 14 lipca 2021 roku w sparingu z KS Unia Turza Śląska, wygranym przez jego zespół 1:0. Obrońca LKS Goczałkowice-Zdrój zagrał w tym spotkaniu jako kapitan swojej drużyny. Łukasz Piszczek wystąpił po raz pierwszy w rozgrywkach ligowych 7 sierpnia w meczu 1. kolejki 3. grupy III ligi. LKS Goczałkowice-Zdrój wygrał wtedy u siebie ze Ślęzą Wrocław walkowerem (spotkanie się odbyło, zakończyło się wynikiem 1:1, ale drużyna gości została ukarana za przekroczenie limitu zawodników spoza Unii Europejskiej). 20 listopada 2021 roku obrońca LKS Goczałkowice-Zdrój doznał urazu stawu skokowego podczas wyjazdowego meczu 18. kolejki III ligi ze Ślęzą Wrocław. Piszczek usiłował złapać piłkę, która leciała za linię boiska, ale nie udało mu się to. Bezpośrednio po tym zdarzeniu piłkarz upadł na ziemię i w 81. minucie zszedł na ławkę rezerwowych – zamiast niego na murawie pojawił się Marcin Bęben. Spotkanie zakończyło się wynikiem 2:2. Po meczu Łukasz Piszczek rozdawał kibicom autografy i pozował do zdjęć. Łukasz Piszczek wystąpił w sezonie 2021/2022 III ligi łącznie w 17 spotkaniach. Spędził na boisku 1520 minut i nie zdobył żadnej bramki. Nie otrzymał również żadnej żółtej lub czerwonej kartki. W 2022 roku Piszczek przeszedł operację stawu skokowego w klinice w Dortmundzie. Do ligowych występów były reprezentant Polski powrócił 4 marca 2023 w meczu 18. kolejki III ligi. LKS Goczałkowice-Zdrój wygrał wtedy u siebie z Miedzią II Legnica 2:0. 6 maja 2023 Łukasz Piszczek po raz pierwszy w karierze seniorskiej strzelił gola dla drużyny z Górnego Śląska. W meczu 27. kolejki III ligi z Chrobrym II Głogów pojawił się na boisku w 85. minucie, a w 4. doliczonego czasu gry zdobył bramkę na 2:1, co było końcowym wynikiem spotkania. Łukasz Piszczek po raz ostatni wystąpił w sezonie 2022/2023 w wyjazdowym meczu 30. kolejki III ligi ze Ślęzą Wrocław. W 41. minucie opuścił boisko po tym, jak doznał urazu mięśniowego. Łukasz Piszczek wrócił do ligowych występów 5 sierpnia 2023 roku w meczu 1. kolejki III ligi, który LKS Goczałkowice-Zdrój wygrał u siebie z Odrą Bytom Odrzański 2:0. Piszczek otrzymał w tym spotkaniu żółtą kartkę. 8 czerwca 2024 wystąpił po raz ostatni w sezonie w barwach LKS Goczałkowice-Zdrój, w meczu 34. kolejki III ligi przeciwko MKS Kluczbork, zakończonym remisem 2:2. Piszczek strzelił w tym spotkaniu gola. W sezonie 2023/2024 wystąpił w 24 meczach, strzelił 2 bramki i otrzymał 5 żółtych kartek. 1 marca 2025 roku zagrał w barwach LKS Goczałkowice-Zdrój w meczu III ligi ze Stalą Brzeg, zakończonym bezbramkowym remisem. Był to pierwszy występ Piszczka od powrotu do klubu po okresie, w którym pełnił funkcję asystenta trenera Borussii Dortmund.

## Kariera reprezentacyjna

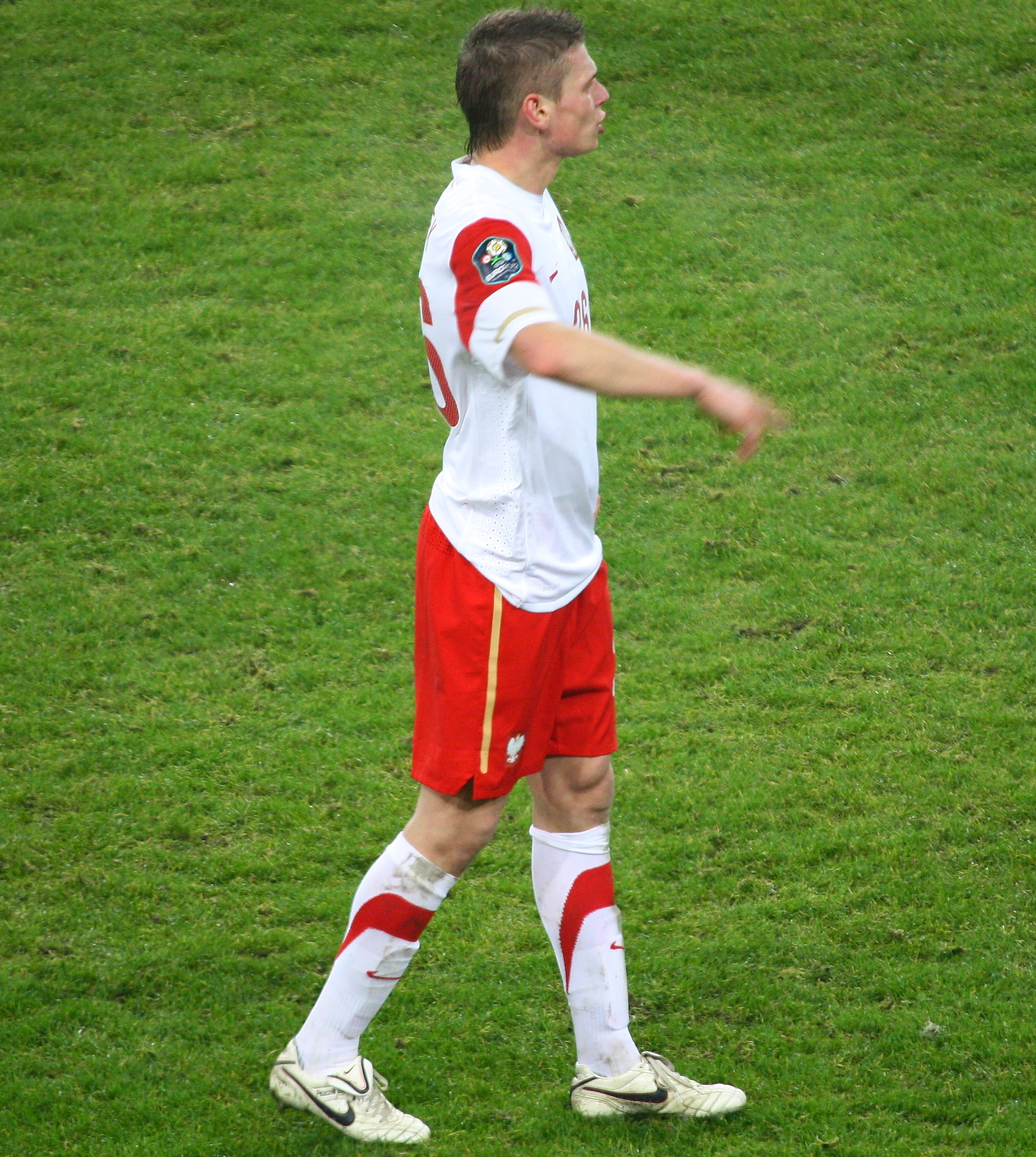
Łukasz Piszczek podczas meczu reprezentacji Polski i Wybrzeża Kości Słoniowej, Poznań, 17.11.2010

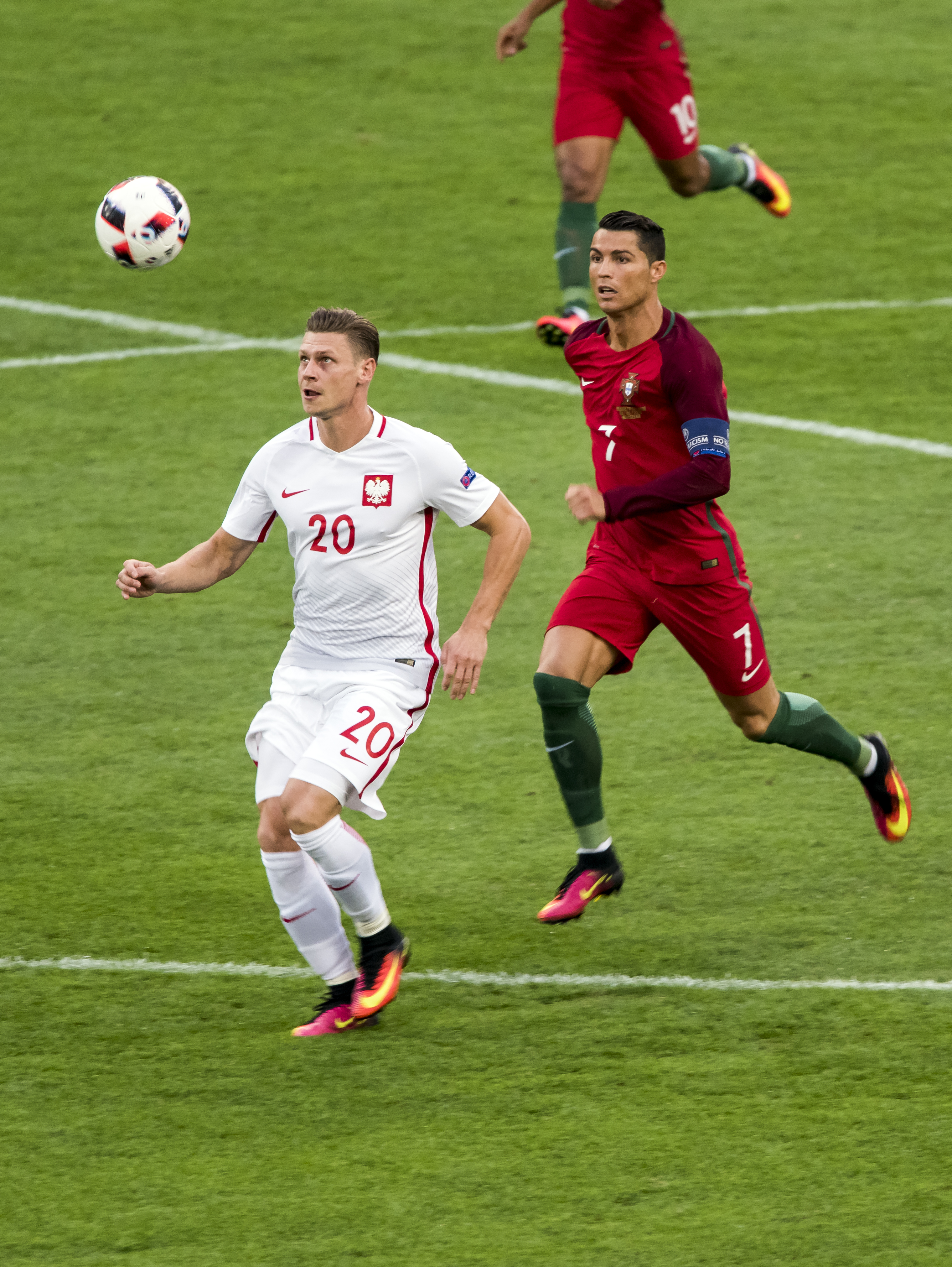
Łukasz Piszczek i Cristiano Ronaldo w ćwierćfinale Euro 2016, Polska-Portugalia

W reprezentacji Polski zadebiutował 3 lutego 2007 w meczu z Estonią (4:0). W tym samym roku wystąpił jeszcze w meczu z Rosją (2:2), który został rozegrany w Moskwie. Jego pierwszym meczem w 2008, było spotkanie w Krakowie, ze Stanami Zjednoczonymi (0:3). 5 czerwca 2008 został powołany przez Leo Beenhakkera do kadry na Euro 2008 w miejsce kontuzjowanego Jakuba Błaszczykowskiego. Jego pierwszym meczem na mistrzostwach Europy było spotkanie z reprezentacją Niemiec (0:2). Piszczek zaczął je na ławce rezerwowych, lecz w trakcie meczu zmienił Wojciecha Łobodzińskiego. Kontuzja stawu skokowego uniemożliwiła mu występ w meczu z Austrią, który odbył się 12 czerwca 2008. 29 lipca 2011 został ukarany przez PZPN 6-miesięczną dyskwalifikacją za udział w aferze korupcyjnej. 21 września 2011 kara została zawieszona. 2 maja 2012, Franciszek Smuda powołał go na Euro 2012 rozgrywane w Polsce i na Ukrainie. Piszczek wystąpił we wszystkich trzech spotkaniach Polaków. Po remisach z Grecją (mecz otwarcia) i Rosją, polska reprezentacja przegrała z Czechami 0:1 i zajmując ostatnie miejsce w grupie A odpadła z dalszej rywalizacji. 22 marca 2013 w meczu eliminacji MŚ 2014 z Ukrainą (1:3), strzelił swoją pierwszą bramkę dla reprezentacji. 5 marca 2014 w meczu towarzyskim ze Szkocją, po raz pierwszy wystąpił z opaską kapitana. 30 maja 2016 selekcjoner Adam Nawałka powołał go do ścisłego składu na Mistrzostwa Europy 2016. Rozegrawszy mecz przeciwko Irlandii Północnej (12 czerwca 2016), stał się pierwszym polskim piłkarzem, który wystąpił w trzech edycjach tego turnieju. Łącznie na Euro 2016, jako jeden z liderów drużyny, rozegrał 4 z 5 pięciu meczów reprezentacji i dotarł z nią do ćwierćfinału turnieju, gdzie Polska odpadła po konkursie rzutów karnych z Portugalią. Był to najlepszy wynik, jaki kiedykolwiek na mistrzostwach Europy uzyskała reprezentacja Polski. 23 marca 2018, przeciwko Nigerii, rozegrał swoje 60. spotkanie w reprezentacji. Piszczek był jedną z wiodących postaci drużyny, która z pierwszego miejsca w grupie E, awansowała na rozgrywane Rosji, Mistrzostwa Świata 2018. W eliminacjach rozegrał dziewięć meczów, w których strzelił bramkę i zanotował dwie asysty. 4 czerwca 2018, selekcjoner Adam Nawałka, oficjalnie powołał go do ścisłego składu na Mundial. Na turnieju wystąpił w dwóch meczach, a drużyna odpadła z rywalizacji po fazie grupowej.
4 sierpnia 2018 poinformował o zakończeniu kariery reprezentacyjnej. 19 listopada 2019 przeciwko Słowenii rozegrał pożegnalny mecz w reprezentacji Polski. Wystąpił od pierwszej minuty, natomiast zszedł z boiska pożegnany owacją i szpalerem obu drużyn w doliczonym czasie pierwszej połowy. W reprezentacji rozegrał 66 meczów, w których zdobył trzy gole. Ze względu na szczególne osiągnięcia sportowe oraz postawę poza boiskiem został włączony do Klubu Wybitnego Reprezentanta.

## Statystyki

### Klubowe

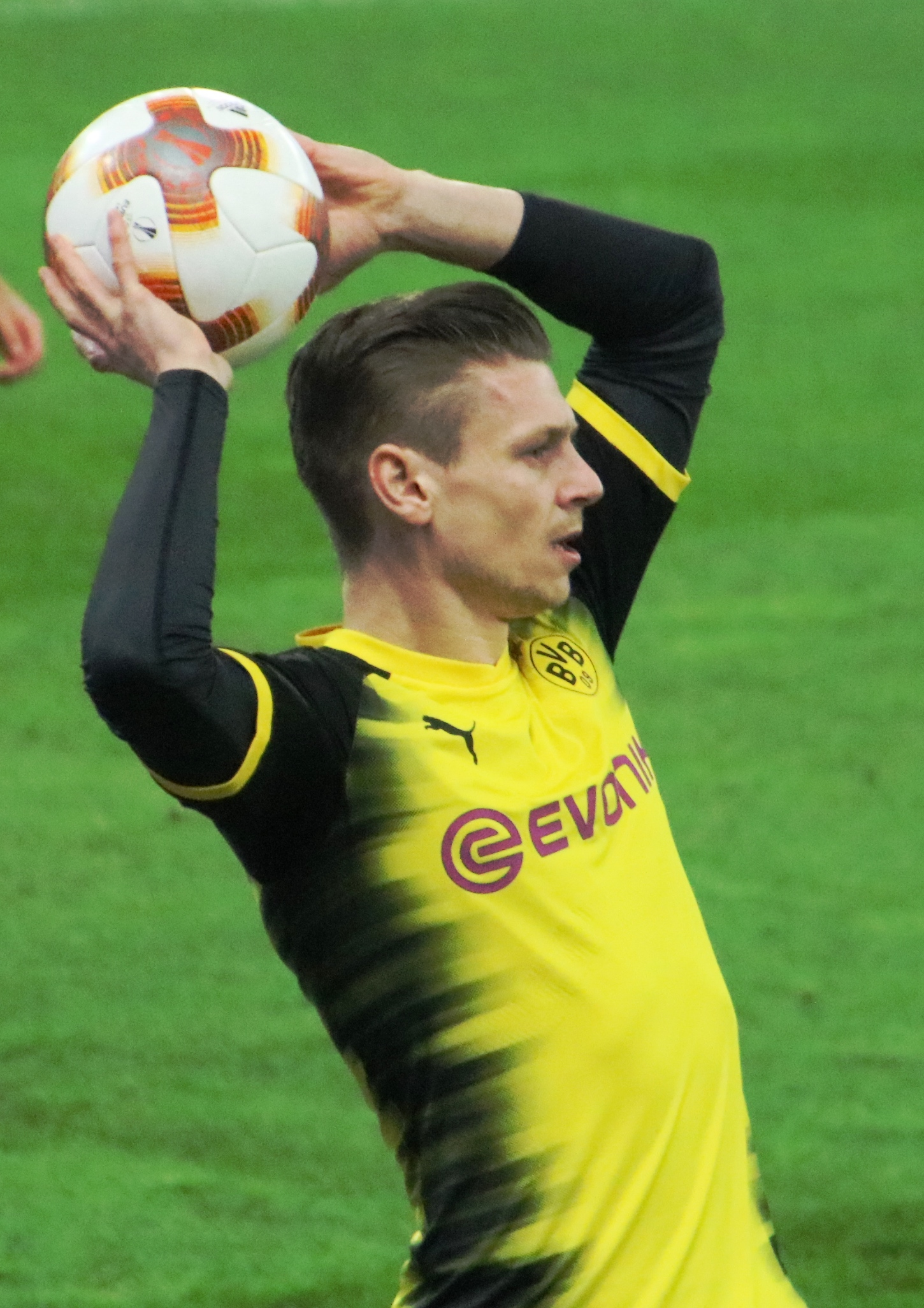
Łukasz Piszczek w rozgrywkach Bundesligi wykonał ponad 2600 wrzutów z autu.

(aktualne na 1 marca 2025)
| Klub                   | Sezon              | Liga                      | Liga  | Liga   | Puchar kraju | Puchar kraju | Puchar ligi | Puchar ligi | Europa | Europa | Inne  | Inne   | Suma  | Suma   |
| Klub                   | Sezon              | Liga                      | Mecze | Bramki | Mecze        | Bramki       | Mecze       | Bramki      | Mecze  | Bramki | Mecze | Bramki | Mecze | Bramki |
| ---------------------- | ------------------ | ------------------------- | ----- | ------ | ------------ | ------------ | ----------- | ----------- | ------ | ------ | ----- | ------ | ----- | ------ |
| Zagłębie Lubin (wyp.)  | 2004/05            | Ekstraklasa               | 11    | 2      | 12           | 4            | –           | –           | –      | –      | –     | –      | 23    | 6      |
| Zagłębie Lubin (wyp.)  | 2005/06            | Ekstraklasa               | 28    | 1      | 8            | 1            | –           | –           | –      | –      | –     | –      | 36    | 2      |
| Zagłębie Lubin (wyp.)  | 2006/07            | Ekstraklasa               | 30    | 11     | 2            | 1            | 5           | 1           | 2      | 0      | –     | –      | 39    | 13     |
| Zagłębie Lubin (wyp.)  | Ogólnie            | Ogólnie                   | 69    | 14     | 22           | 6            | 5           | 1           | 2      | 0      | 0     | 0      | 98    | 21     |
| Hertha BSC             | 2007/08            | Bundesliga                | 24    | 1      | 2            | 0            | –           | –           | –      | –      | –     | –      | 26    | 1      |
| Hertha BSC             | 2008/09            | Bundesliga                | 13    | 0      | 2            | 0            | –           | –           | 4      | 3      | –     | –      | 19    | 3      |
| Hertha BSC             | 2009/10            | Bundesliga                | 31    | 2      | 2            | 0            | –           | –           | 9      | 1      | –     | –      | 42    | 3      |
| Hertha BSC             | Ogólnie            | Ogólnie                   | 68    | 3      | 6            | 0            | 0           | 0           | 13     | 4      | 0     | 0      | 87    | 7      |
| Hertha BSC II          | 2008/09            | Fußball-Regionalliga Nord | 3     | 5      | –            | –            | –           | –           | –      | –      | –     | –      | 3     | 5      |
| Hertha BSC II          | Ogólnie            | Ogólnie                   | 3     | 5      | 0            | 0            | 0           | 0           | 0      | 0      | 0     | 0      | 3     | 5      |
| Borussia Dortmund      | 2010/11            | Bundesliga                | 33    | 0      | 1            | 0            | –           | –           | 7      | 0      | –     | –      | 41    | 0      |
| Borussia Dortmund      | 2011/12            | Bundesliga                | 32    | 4      | 6            | 0            | –           | –           | 6      | 0      | 1     | 0      | 45    | 4      |
| Borussia Dortmund      | 2012/13            | Bundesliga                | 29    | 2      | 4            | 0            | –           | –           | 12     | 0      | 1     | 0      | 46    | 2      |
| Borussia Dortmund      | 2013/14            | Bundesliga                | 19    | 3      | 4            | 0            | –           | –           | 6      | 0      | –     | –      | 29    | 3      |
| Borussia Dortmund      | 2014/15            | Bundesliga                | 22    | 0      | 2            | 0            | –           | –           | 5      | 0      | 1     | 0      | 30    | 0      |
| Borussia Dortmund      | 2015/16            | Bundesliga                | 20    | 0      | 6            | 1            | –           | –           | 12     | 1      | –     | –      | 38    | 2      |
| Borussia Dortmund      | 2016/17            | Bundesliga                | 25    | 5      | 5            | 0            | –           | –           | 9      | 0      | –     | –      | 39    | 5      |
| Borussia Dortmund      | 2017/18            | Bundesliga                | 24    | 0      | 1            | 0            | –           | –           | 5      | 0      | 1     | 0      | 31    | 0      |
| Borussia Dortmund      | 2018/19            | Bundesliga                | 20    | 1      | 1            | 0            | –           | –           | 5      | 0      | –     | –      | 26    | 1      |
| Borussia Dortmund      | 2019/20            | Bundesliga                | 29    | 1      | 2            | 0            | –           | –           | 6      | 0      | 1     | 0      | 38    | 1      |
| Borussia Dortmund      | 2020/21            | Bundesliga                | 11    | 0      | 4            | 0            | –           | –           | 3      | 1      | 1     | 0      | 19    | 1      |
| Borussia Dortmund      | Ogólnie            | Ogólnie                   | 264   | 16     | 35           | 1            | 0           | 0           | 76     | 2      | 6     | 0      | 382   | 19     |
| LKS Goczałkowice-Zdrój | 2021/22            | III liga                  | 17    | 0      | 0            | 0            | –           | –           | –      | –      | –     | –      | 17    | 0      |
| LKS Goczałkowice-Zdrój | 2022/23            | III liga                  | 10    | 1      | 0            | 0            | –           | –           | –      | –      | –     | –      | 10    | 1      |
| LKS Goczałkowice-Zdrój | 2023/24            | III liga                  | 24    | 2      | 0            | 0            | –           | –           | –      | –      | –     | –      | 24    | 2      |
| LKS Goczałkowice-Zdrój | 2024/25            | III liga                  | 1     | 0      | 0            | 0            | –           | –           | –      | –      | –     | –      | 1     | 0      |
| LKS Goczałkowice-Zdrój | Ogólnie            | Ogólnie                   | 52    | 3      | 0            | 0            | 0           | 0           | 0      | 0      | 0     | 0      | 52    | 3      |
| Ogólnie w karierze     | Ogólnie w karierze | Ogólnie w karierze        | 456   | 41     | 63           | 7            | 5           | 1           | 91     | 6      | 6     | 0      | 622   | 55     |

### Reprezentacyjne
| Reprezentacja | Rok     | Mecze | Bramki |
| ------------- | ------- | ----- | ------ |
| Polska        |         |       |        |
| 2007          | 2       | 0     |        |
| 2008          | 4       | 0     |        |
| 2010          | 7       | 0     |        |
| 2011          | 8       | 0     |        |
| 2012          | 11      | 0     |        |
| 2013          | 2       | 2     |        |
| 2014          | 5       | 0     |        |
| 2015          | 5       | 0     |        |
| 2016          | 9       | 0     |        |
| 2017          | 6       | 1     |        |
| 2018          | 6       | 0     |        |
| 2019          | 1       | 0     |        |
| Ogólnie       | Ogólnie | 66    | 3      |

| Mecze i gole w reprezentacji | Mecze i gole w reprezentacji | Mecze i gole w reprezentacji | Mecze i gole w reprezentacji | Mecze i gole w reprezentacji | Mecze i gole w reprezentacji | Mecze i gole w reprezentacji | Mecze i gole w reprezentacji |
| Lp.                          | Data                         | Miejsce                      | Gospodarz                    | Gość                         | Wynik                        | Grał                         | Uwagi                        |
| ---------------------------- | ---------------------------- | ---------------------------- | ---------------------------- | ---------------------------- | ---------------------------- | ---------------------------- | ---------------------------- |
| 1.                           | 03.02.2007                   | Hiszpania                    | Polska                       | Estonia                      | 4:0                          | od 61'                       | towarzyski                   |
| 2.                           | 22.08.2007                   | Moskwa                       | Rosja                        | Polska                       | 2:2                          | od 76'                       | towarzyski                   |
| 3.                           | 26.03.2008                   | Kraków                       | Polska                       | Stany Zjednoczone            | 0:3                          | do 46'                       | towarzyski                   |
| 4.                           | 08.06.2008                   | Klagenfurt                   | Niemcy                       | Polska                       | 2:0                          | od 65'                       | ME 2008                      |
| 5.                           | 06.09.2008                   | Wrocław                      | Polska                       | Słowenia                     | 1:1                          | 90'                          | el. MŚ 2010                  |
| 6.                           | 10.09.2008                   | Serravalle                   | San Marino                   | Polska                       | 0:2                          | do 88'                       | el. MŚ 2010                  |
| 7.                           | 29.05.2010                   | Kielce                       | Polska                       | Finlandia                    | 0:0                          | 90'                          | towarzyski                   |
| 8.                           | 02.06.2010                   | Kufstein                     | Polska                       | Serbia                       | 0:0                          | do 68'                       | towarzyski                   |
| 9.                           | 04.09.2010                   | Łódź                         | Polska                       | Ukraina                      | 1:1                          | 90'                          | towarzyski                   |
| 10.                          | 07.09.2010                   | Kraków                       | Polska                       | Australia                    | 1:2                          | 90'                          | towarzyski                   |
| 11.                          | 09.10.2010                   | Chicago                      | Stany Zjednoczone            | Polska                       | 2:2                          | 90'                          | towarzyski                   |
| 12.                          | 12.10.2010                   | Montreal                     | Polska                       | Ekwador                      | 2:2                          | do 61'                       | towarzyski                   |
| 13.                          | 17.11.2010                   | Poznań                       | Polska                       | Wybrzeże Kości Słoniowej     | 3:1                          | 90'                          | towarzyski                   |
| 14.                          | 09.02.2011                   | Faro                         | Polska                       | Norwegia                     | 1:0                          | 90'                          | towarzyski                   |
| 15.                          | 25.03.2011                   | Kowno                        | Litwa                        | Polska                       | 2:0                          | 90'                          | towarzyski                   |
| 16.                          | 29.03.2011                   | Pireus                       | Grecja                       | Polska                       | 0:0                          | 90'                          | towarzyski                   |
| 17.                          | 05.06.2011                   | Warszawa                     | Polska                       | Argentyna                    | 2:1                          | 90'                          | towarzyski                   |
| 18.                          | 09.06.2011                   | Warszawa                     | Polska                       | Francja                      | 0:1                          | 90'                          | towarzyski                   |
| 19.                          | 11.10.2011                   | Wiesbaden                    | Polska                       | Białoruś                     | 2:0                          | 90'                          | towarzyski                   |
| 20.                          | 11.11.2011                   | Wrocław                      | Polska                       | Włochy                       | 0:2                          | 90'                          | towarzyski                   |
| 21.                          | 15.11.2011                   | Poznań                       | Polska                       | Węgry                        | 2:1                          | od 58'                       | towarzyski                   |
| 22.                          | 29.02.2012                   | Warszawa                     | Polska                       | Portugalia                   | 0:0                          | 90'                          | towarzyski                   |
| 23.                          | 26.05.2012                   | Klagenfurt                   | Słowacja                     | Polska                       | 0:1                          | 90'                          | towarzyski                   |
| 24.                          | 02.06.2012                   | Warszawa                     | Polska                       | Andora                       | 4:0                          | 45'                          | towarzyski                   |
| 25.                          | 08.06.2012                   | Warszawa                     | Polska                       | Grecja                       | 1:1                          | 90'                          | ME 2012                      |
| 26.                          | 12.06.2012                   | Warszawa                     | Polska                       | Rosja                        | 1:1                          | 90'                          | ME 2012                      |
| 27.                          | 16.06.2012                   | Wrocław                      | Czechy                       | Polska                       | 1:0                          | 90'                          | ME 2012                      |
| 28.                          | 15.08.2012                   | Tallinn                      | Estonia                      | Polska                       | 1:0                          | 90'                          | towarzyski                   |
| 29.                          | 07.09.2012                   | Podgorica                    | Czarnogóra                   | Polska                       | 2:2                          | 90'                          | el. MŚ 2014                  |
| 30.                          | 11.09.2012                   | Wrocław                      | Polska                       | Mołdawia                     | 2:0                          | 90'                          | el. MŚ 2014                  |
| 31.                          | 17.10.2012                   | Warszawa                     | Polska                       | Anglia                       | 1:1                          | 90'                          | el. MŚ 2014                  |
| 32.                          | 16.11.2012                   | Gdańsk                       | Polska                       | Urugwaj                      | 1:3                          | 90'                          | towarzyski                   |
| 33.                          | 22.03.2013                   | Warszawa                     | Polska                       | Ukraina                      | 1:3                          | 90'                          | el. MŚ 2014                  |
| 34.                          | 26.03.2013                   | Warszawa                     | Polska                       | San Marino                   | 5:0                          | 90'                          | el. MŚ 2014                  |
| 35.                          | 05.03.2014                   | Warszawa                     | Polska                       | Szkocja                      | 0:1                          | 90'                          | towarzyski                   |
| 36.                          | 06.06.2014                   | Gdańsk                       | Polska                       | Litwa                        | 2:1                          | 77'                          | towarzyski                   |
| 37.                          | 11.10.2014                   | Warszawa                     | Polska                       | Niemcy                       | 2:0                          | 90'                          | el. ME 2016                  |
| 38.                          | 14.10.2014                   | Warszawa                     | Polska                       | Szkocja                      | 2:2                          | 90'                          | el. ME 2016                  |
| 39.                          | 14.11.2014                   | Tbilisi                      | Gruzja                       | Polska                       | 0:4                          | 90'                          | el. ME 2016                  |
| 40.                          | 13.06.2015                   | Warszawa                     | Polska                       | Gruzja                       | 4:0                          | 90'                          | el. ME 2016                  |
| 41.                          | 04.09.2015                   | Frankfurt                    | Niemcy                       | Polska                       | 3:1                          | do 43'                       | el. ME 2016                  |
| 42.                          | 08.10.2015                   | Glasgow                      | Szkocja                      | Polska                       | 2:2                          | 90'                          | el. ME 2016                  |
| 43.                          | 11.10.2015                   | Warszawa                     | Polska                       | Irlandia                     | 2:1                          | 90'                          | el. ME 2016                  |
| 44.                          | 13.11.2015                   | Warszawa                     | Polska                       | Islandia                     | 4:2                          | 90'                          | towarzyski                   |
| 45.                          | 23.03.2016                   | Poznań                       | Polska                       | Serbia                       | 1:0                          | 90'                          | towarzyski                   |
| 46.                          | 01.06.2016                   | Gdańsk                       | Polska                       | Holandia                     | 1:2                          | do 46'                       | towarzyski                   |
| 47.                          | 12.06.2016                   | Nicea                        | Polska                       | Irlandia Północna            | 1:0                          | 90'                          | ME 2016                      |
| 48.                          | 16.06.2016                   | Saint-Denis                  | Polska                       | Niemcy                       | 0:0                          | 90'                          | ME 2016                      |
| 49.                          | 25.06.2016                   | Saint-Étienne                | Polska                       | Szwajcaria                   | 1:1 (k. 5:4)                 | 120'                         | ME 2016                      |
| 50.                          | 30.06.2016                   | Marsylia                     | Polska                       | Portugalia                   | 1:1 (k. 3:5)                 | 120'                         | ME 2016                      |
| 51.                          | 04.09.2016                   | Astana                       | Kazachstan                   | Polska                       | 2:2                          | 90'                          | el. MŚ 2018                  |
| 52.                          | 08.10.2016                   | Warszawa                     | Polska                       | Dania                        | 3:2                          | 90'                          | el. MŚ 2018                  |
| 53.                          | 11.11.2016                   | Bukareszt                    | Rumunia                      | Polska                       | 0:3                          | 90'                          | el. MŚ 2018                  |
| 54.                          | 26.03.2017                   | Podgorica                    | Czarnogóra                   | Polska                       | 1:2                          | 90'                          | el. MŚ 2018                  |
| 55.                          | 10.06.2017                   | Warszawa                     | Polska                       | Rumunia                      | 3:1                          | 90'                          | el. MŚ 2018                  |
| 56.                          | 01.09.2017                   | Kopenhaga                    | Dania                        | Polska                       | 4:0                          | do 34'                       | el. MŚ 2018                  |
| 57.                          | 04.09.2017                   | Warszawa                     | Polska                       | Kazachstan                   | 3:0                          | 90'                          | el. MŚ 2018                  |
| 58.                          | 05.10.2017                   | Erywań                       | Armenia                      | Polska                       | 1:6                          | 90'                          | el. MŚ 2018                  |
| 59.                          | 08.10.2017                   | Warszawa                     | Polska                       | Czarnogóra                   | 4:2                          | do 46'                       | el. MŚ 2018                  |
| 60.                          | 23.03.2018                   | Wrocław                      | Polska                       | Nigeria                      | 0:1 v                        | do 46'                       | towarzyski                   |
| 61.                          | 27.03.2018                   | Chorzów                      | Polska                       | Korea Południowa             | 3:2                          | do 46'                       | towarzyski                   |
| 62.                          | 08.06.2018                   | Poznań                       | Polska                       | Chile                        | 2:2                          | do 46'                       | towarzyski                   |
| 63.                          | 12.06.2018                   | Warszawa                     | Polska                       | Litwa                        | 4:0                          | od 46'                       | towarzyski                   |
| 64.                          | 19.06.2018                   | Moskwa                       | Polska                       | Senegal                      | 1:2                          | do 83'                       | MŚ 2018                      |
| 65.                          | 24.06.2018                   | Kazań                        | Polska                       | Kolumbia                     | 0:3                          | 90'                          | MŚ 2018                      |
| 66.                          | 19.11.2019                   | Warszawa                     | Polska                       | Słowenia                     | 3:2                          | do 45'                       | el. ME 2020                  |

## Sukcesy

### Piłkarskie

#### Zagłębie Lubin
- Mistrzostwo Polski: 2006/2007

#### Borussia Dortmund
- Mistrzostwo Niemiec: 2010/2011, 2011/2012
- Puchar Niemiec: 2011/2012, 2016/2017, 2020/2021
- Superpuchar Niemiec: 2013, 2014, 2019

#### Indywidualne
- Król strzelców Mistrzostw Europy U-19: 2004 (4 gole)[f]
- Najlepszy prawy obrońca Bundesligi według Kickera: 2010/2011, 2011/2012
- Drużyna sezonu w Bundeslidze: 2015/2016, 2016/2017[47]
- Drużyna 100-lecia PZPN: 2019[48]

#### Rekordy
- Najwięcej sezonów w historii Ligi Mistrzów UEFA spośród zagranicznych piłkarzy Borussii Dortmund: 8 sezonów

Nieaktualne
- Najwięcej występów w historii Ligi Mistrzów UEFA w barwach Borussii Dortmund: 54 mecze[g][28][49][50]

### Trenerskie

#### LKS Goczałkowice-Zdrój
- Puchar Polski, grupa: Śląski ZPN – Tychy: 2023/2024

## Kariera trenerska
W listopadzie 2022 rozpoczął staż trenerski w Rakowie Częstochowa. W 2023 ukończył kurs trenerski UEFA A w Szkole Trenerów PZPN im. Kazimierza Górskiego w Białej Podlaskiej, a rok później został zakwalifikowany do kursu UEFA Pro tamże. W latach 2023–2024 pełnił funkcję grającego trenera występującego w III lidze LKS Goczałkowice-Zdrój. 3 kwietnia 2024 roku jego zespół pokonał 3:1 Pniówek Pawłowice w finale Pucharu Polski Śląskiego ZPN w Podokręgu Tychy. W 2023 odrzucił oferty dołączenia do sztabu szkoleniowego reprezentacji Polski w roli asystenta trenera (Fernando Santosa i Michała Probierza). 27 czerwca 2024 dołączył do sztabu szkoleniowego Borussii Dortmund jako asystent trenera Nuriego Şahina w sezonie 2024/2025.  22 stycznia 2025 oficjalnie poinformował o swojej odmowie objęcia posady głównego trenera klubu i rezygnacji ze stanowiska asystenta pierwszego szkoleniowca. Uczynił to w geście solidarności z Şahinem, którego zwolniono po serii słabych wyników drużyny z Dortmundu. W lipcu 2025 powrócił na stanowisko pierwszego trenera zespołu LKS Goczałkowice-Zdrój.

## Kariera medialna
W latach 2017–2021 występował sporadycznie w telewizji Eleven Sports w roli eksperta niemieckiej Bundesligi. W latach 2021–2024 był stałym ekspertem tej ligi oraz Ligi Europy UEFA i Ligi Konferencji Europy UEFA na platformie stramingowej Viaplay Polska. W latach 2022–2024 pełnił tam jeszcze rolę komentatora meczów Premier League, jak i był ekspertem tych rozgrywek. Wcześniej zdarzało mu się także okazjonalnie występować w roli eksperta w programach Liga+ i Liga+ Extra nadawanych na antenach Canal+ Sport oraz Canal+ Sport 2, gdzie analizował wybrane mecze polskiej Ekstraklasy. Na tych samych antenach komentował też niektóre mecze Ligi Mistrzów UEFA. W czasie Mistrzostw Europy 2024 w Niemczech był ekspertem piłkarskim w studiu Telewizji Polskiej. 

## Mecz pożegnalny
7 września 2024 roku Borussia Dortmund we współpracy z STS zorganizowała mecz pożegnalny Łukasza Piszczka oraz Jakuba Błaszczykowskiego. Spotkanie rozegrane zostało na Signal Iduna Park, gdzie drużyna Błaszczykowskiego wygrała 5:4 z zespołem Piszczka. W spotkaniu wzięli udział znani zawodnicy, jak np. Henrich Mychitarian, Euzebiusz Smolarek, czy też Kamil Grosicki.

## Życie prywatne

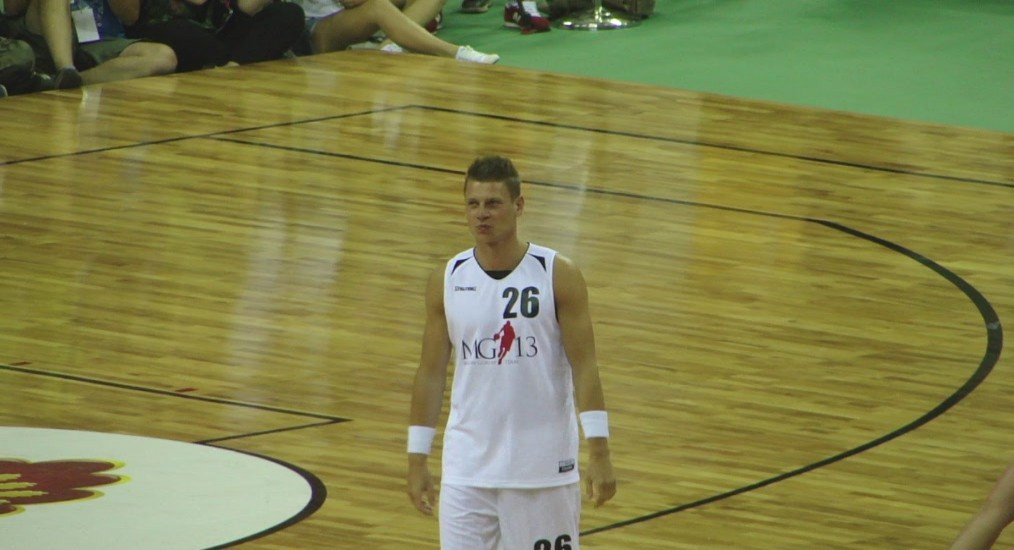
Łukasz Piszczek podczas charytatywnego meczu koszykówki w Kraków Arenie (2014)

Łukasz Piszczek urodził się 3 czerwca 1985 w Czechowicach-Dziedzicach w rodzinie Kazimierza i Haliny Piszczków. Ma braci Adama i Marka, również piłkarzy. W dzieciństwie mieszkał w Goczałkowicach. Jego ojciec był wówczas trenerem występującego w A-klasie miejscowego Ludowego Klubu Sportowego – obecnie jest wiceprezesem klubu, który wspiera także jego syn Łukasz. Piszczek junior wielokrotnie podkreślał, że to właśnie ojcu zawdzięcza fakt, iż został piłkarzem. Gdy miał około 7 lat, ojciec zaprowadził go po raz pierwszy na trening piłki nożnej. Łukasz Piszczek jako nastolatek uczęszczał do Technikum Gazowniczego w Zabrzu. Od czerwca 2009 jest w związku małżeńskim z Ewą Piszczek. Mają dwie córki – Sarę (ur. 3 marca 2011) i Nel (ur. 15 lutego 2016) oraz syna Patryka (ur. 11 kwietnia 2018).
20 czerwca 2017 został „Honorowym Obywatelem gminy Goczałkowice-Zdrój”.
21 września 2022 w towarzystwie Jerzego Dudka i Roberta Lewandowskiego, odsłonił swoją tablicę w Alei Gwiazd Piłki Nożnej przy Stadionie Narodowym w Warszawie.